# S&W ガバナー
S&W ガバナー（英: Smith&Wesson Governor）は、アメリカのスミス&ウェッソン社が開発した回転式拳銃である。

## 概要
ブラジルのトーラス・アームズ社が、2007年に発売したショットシェルの中では最小である.410ゲージ弾を使用出来るトーラス・ジャッジの対抗馬として2011年に発売したリボルバーである。英語で審判を意味するジャッジに対し、ガバナーとは英語で知事を意味する。また、一度は製造中止になった事もあったが、2013年に製造が再開した。

## 特徴
スミス&ウェッソン社製のリボルバーのフレームの中では、ジャッジの様に前後に長いロングシリンダーを持つスカンジウム合金製の異色のZフレームを採用しており、フィンガーチャンネルの付いたKフレームサイズの黒いシンセティックグリップを標準装備しており、バレルはステンレス製のインナーバレルが設けられている。又、シリンダーも同じくステンレス製で、サイトはフロントサイトがダブテイルのトリチウムナイトサイト、リアサイトが抜き撃ちのし易いスリットタイプとなっている。
使用弾薬は前述の410ゲージショットシェルの他に、これも又ジャッジと同様に.45口径の.45コルト弾、.45スコフィールド弾、そして付属のハーフ、フルムーンクリップを使用する事で.45ACP弾の使用も可能となっている。
モデルは標準のマットブラックフィニッシュモデルの他に、フロントサイトがランプタイプとなったマットフィニッシュシルバーモデル、グリップ前面のボタンで操作を行うレーザーサイトが右側面に設けられたスクエアバットのクリムゾン・トレースレーザーグリップを備えるモデルも存在。